# Casselska huset
För byggnaden i Grängesberg, se Cassels donation.
Casselska huset är ett hus i Sundsvalls stenstad, i korsningen Strandgatan - Storgatan närmast inre hamnen. Huset ritades och uppfördes 1894 - 95 efter ritningar av arkitekten Sven Malm (som även ritat Hotel Knaust och de Blombergska husen).  Bottenvåningen hade ursprungligen sju butiker, medan våning två och tre och den delvis inredda vindsvåningen var avsedda för bostäder och eventuellt kontor. Över bottenvåningen har fasaden ett brett slätputsat band avsett för skyltmålning. Fasaden har färgsatts med ljusbeige spritputs och mörkare brunbeige listverk samt röda snickerier. Det dominerande hörntornet är täckt med zinkplåt, och övriga taket med skivfalsad gråmålad plåt.
Innan Sundsvallsbranden 1888 låg här en träbyggnad med restaurang, ägd av grosshandlaren och riksdagsmannen Gustaf Knaust. 

År 1894 köptes fastigheten av disponenten Isak Theodor Cassel, född 1844 i Linköping, död 1898. Cassel hade kameralexamen från Uppsala, och hade, innan han blev självständig trävaruagent, arbetat som virkesuppköpare för firman Axell & Co som bland annat ägde Strands sågverk på Alnön. 1875 lät han bygga den första ångsågen på Alnö. Dottern Maja Cassel blev känd som filmskådespelerska och operettsångerska.
Fastigheten övertogs av grosshandlaren Wilhelm Bünsow år 1900, sjökaptenen Adolf Nordberg år 1904, sjukgymnasten Hilda Utterberg 1939, Ackumulator AB Jungner på 1940-talet, Försäkrings AB Svenska Lif 1963, Jan Bäckström på 1970-talet, Fastighetsbolaget Norrporten 1993, och Norrvidden Fastigheter AB 2007. 
Huset restaurerades 2002-2003 och byggnadsminnesförklarades 2008. 

## Bilder

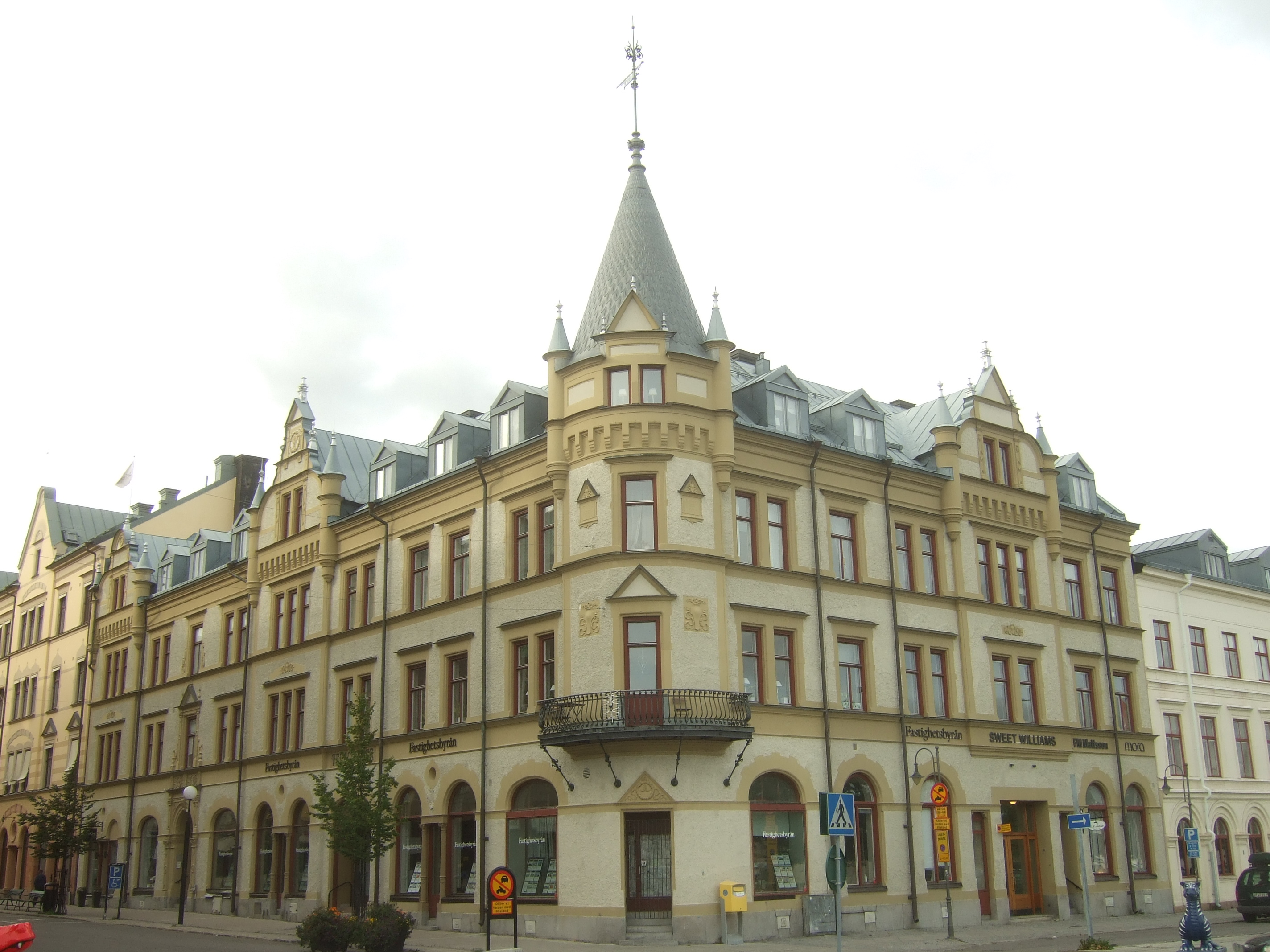
Huvudfasaden mot Storgatan och Strandgatan
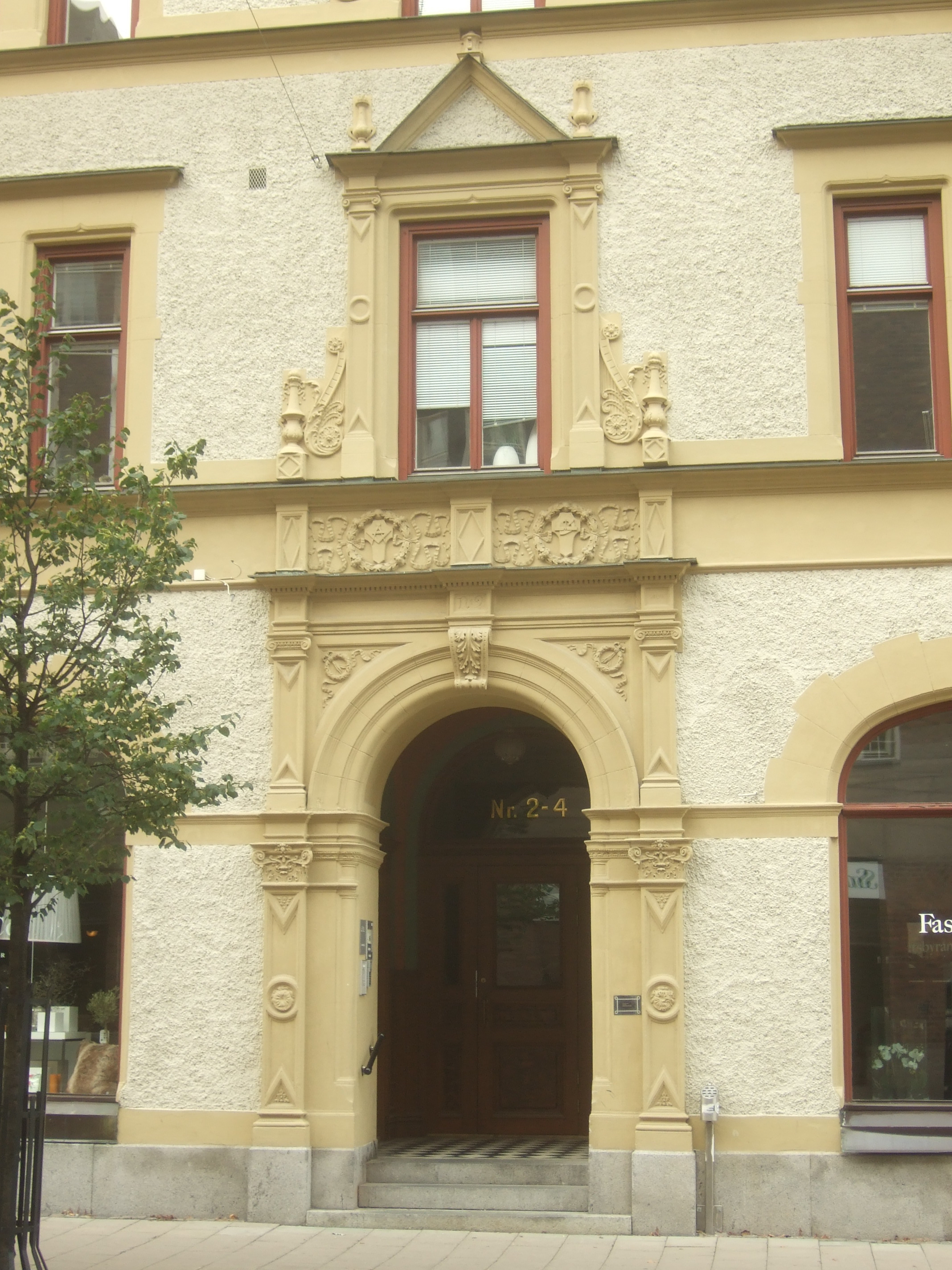
Huvudentrén från Storgatan
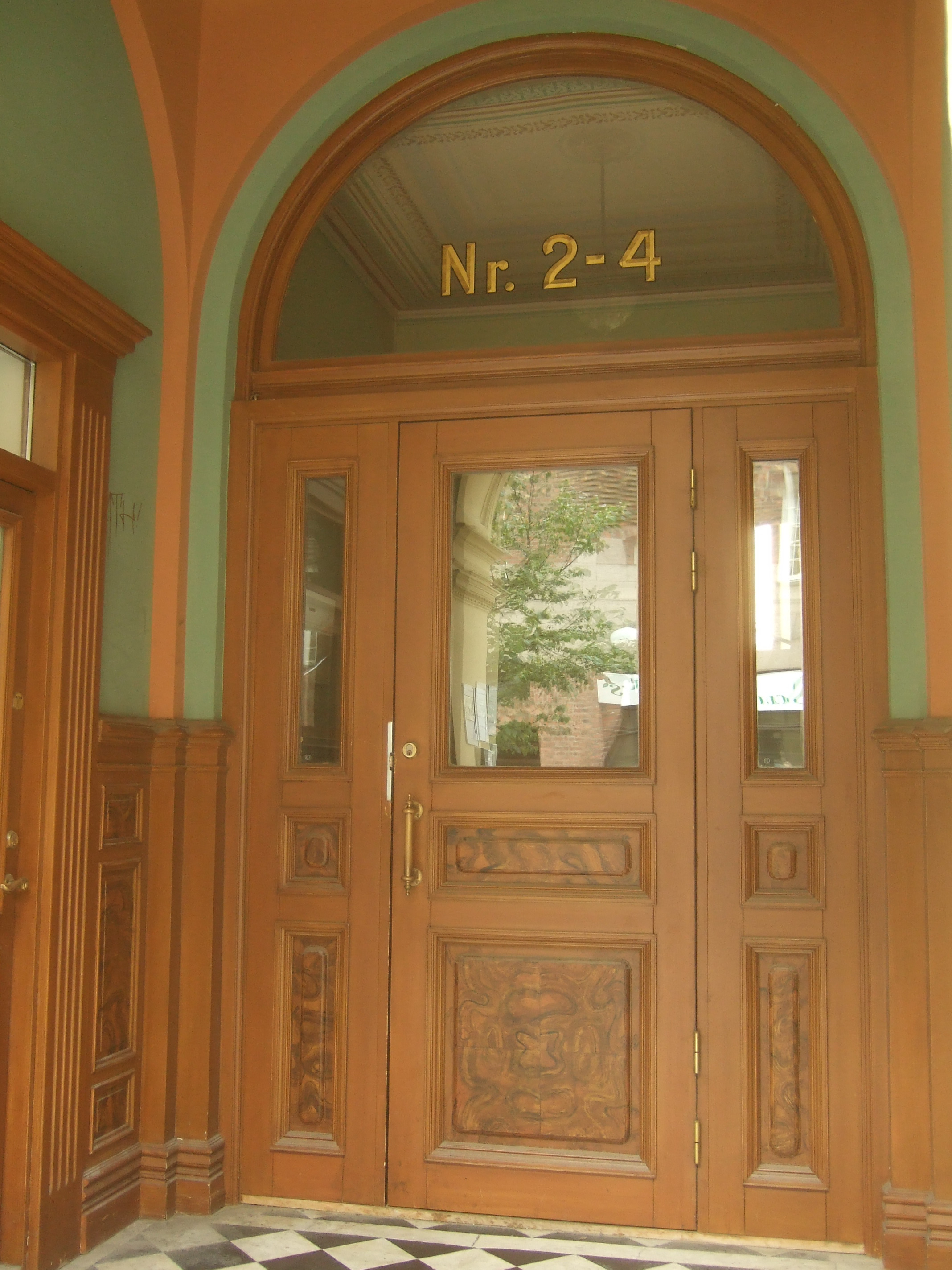
Trapphusets ingång i huvudentrén
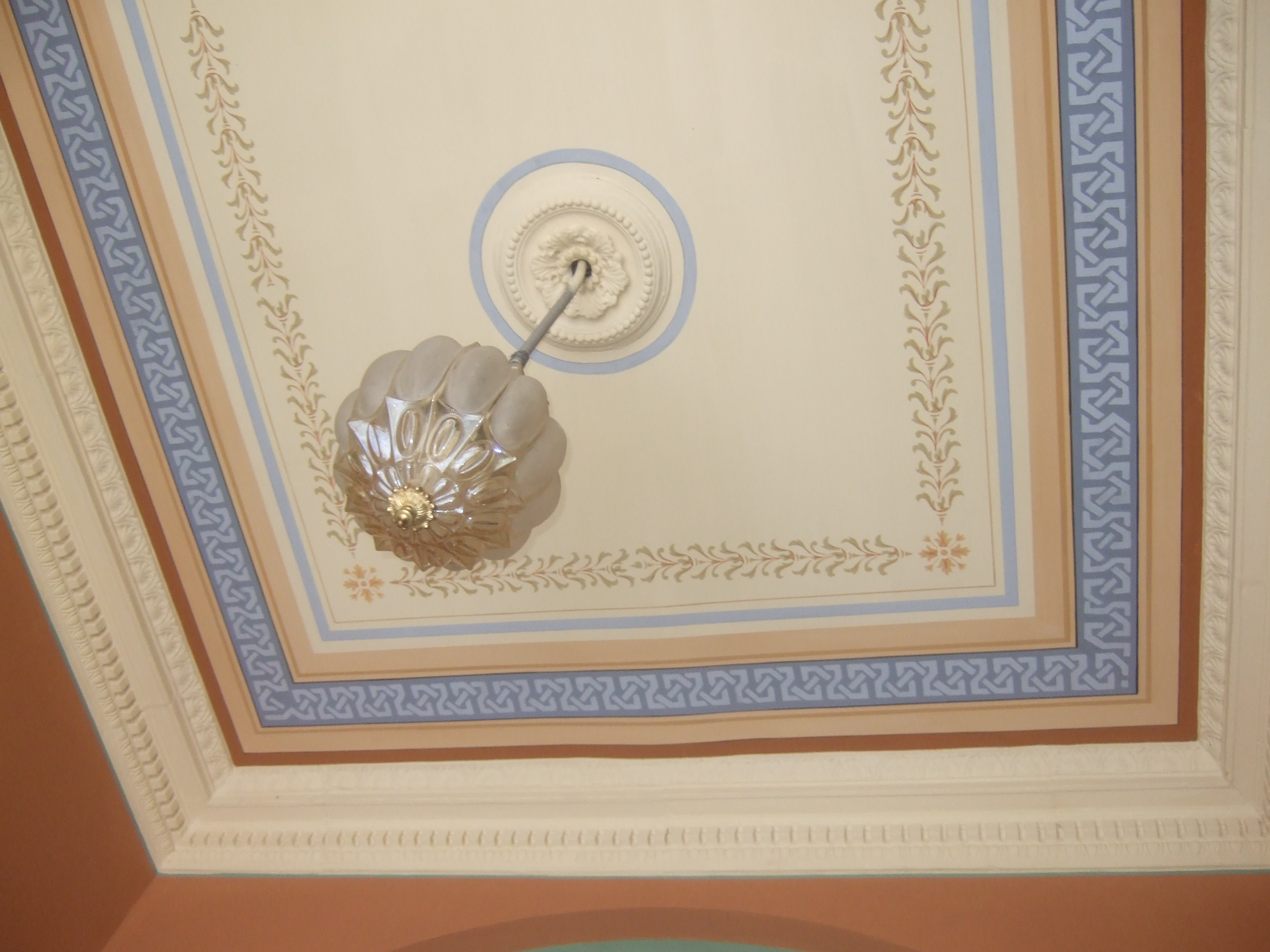
Innertaket i huvudentrén
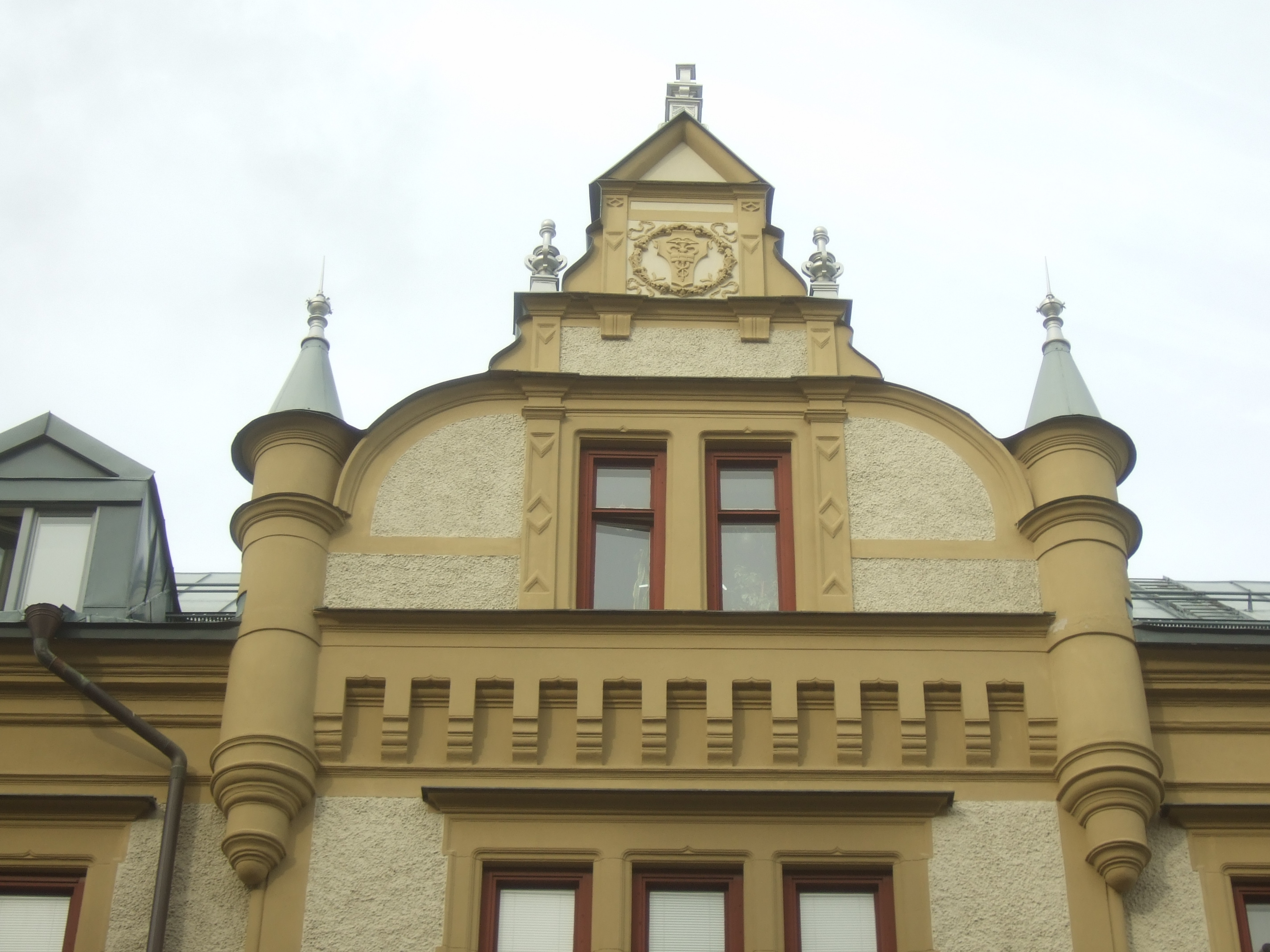
Detalj av fasaden mot Storgatan
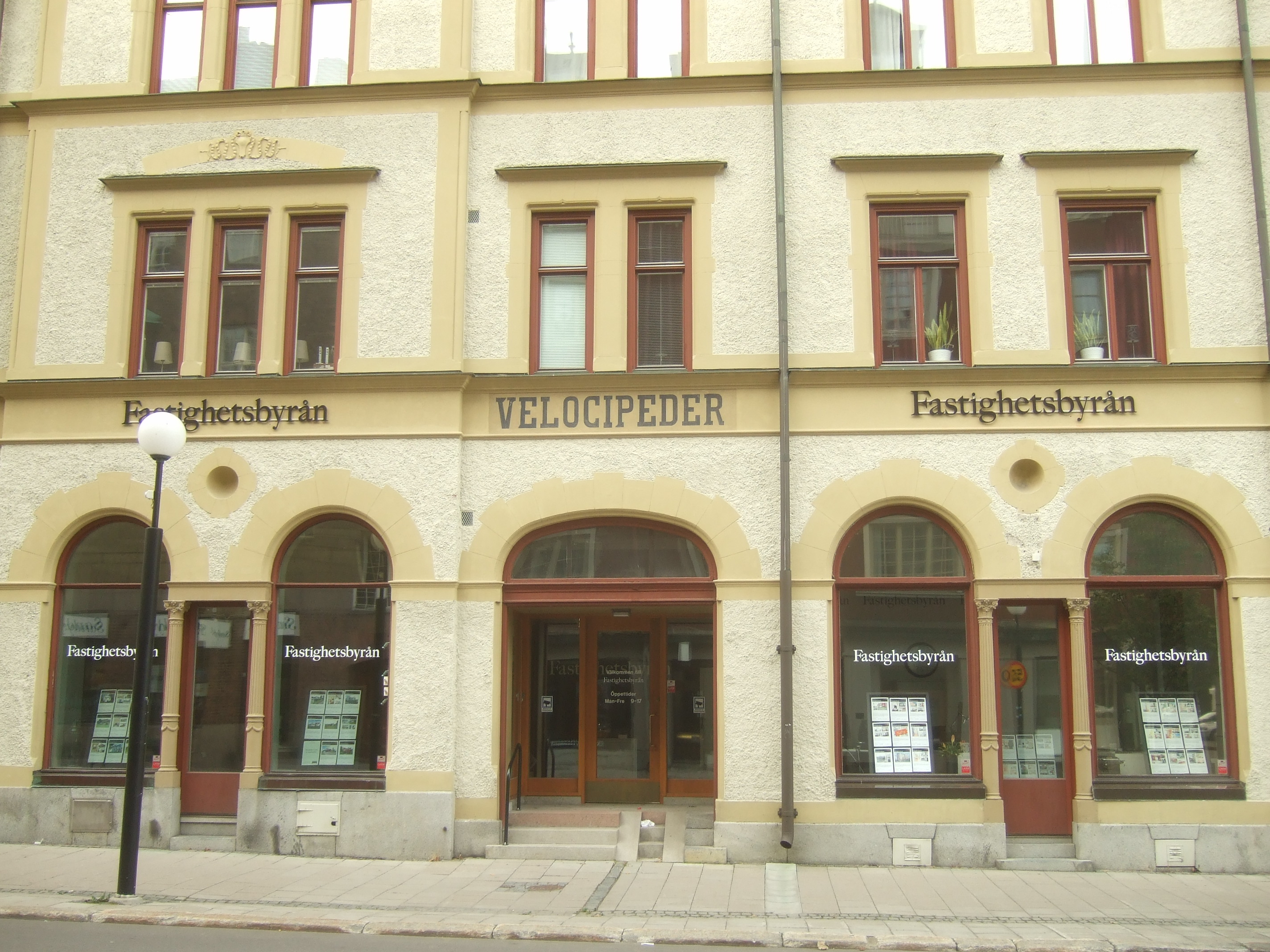
Butiksfönster mot Storgatan